# 渋谷外国語専門学校
渋谷外国語専門学校（しぶやがいこくごせんもんがっこう）は、東京都中野区に所在していた専修学校。

## 概要
1989年4月に東京都世田谷区で専門学校東京パシフィックビジネスカレッジとして開校。
2002年4月に渋谷外国語専門学校に改称。
2008年4月に東京都中野区に移転。
国際ビジネス学科と留学英語学科が置かれている。
基礎的なPCスキルに加えて、円滑なコミュニケーション能力の取得も目指す。資格試験の合格も目指すとうたっていた。
外国人留学生が大学進学を目指すコースが置かれていた。科目能力別のコースで2年間で大学合格を目指すとしていた。
2024年3月31日をもって閉校した。